# Arignano
Arignano é uma comuna italiana da região do Piemonte, província de Turim, com cerca de 898 habitantes. Estende-se por uma área de 8 km², tendo uma densidade populacional de 112 hab/km². Faz fronteira com Marentino, Moncucco Torinese (AT), Chieri, Mombello di Torino, Andezeno, Riva presso Chieri.

## Demografia
| Variação demográfica do município entre 1861 e 2011                               |
|                                                                                   |
| Fonte: Istituto Nazionale di Statistica (ISTAT) - Elaboração gráfica da Wikipedia |